# Liste des tribunaux de l'Essonne
Le département de l'Essonne possèdent différentes juridictions sur son territoire. L'ensemble de ces juridictions sont administrativement et judiciairement rattachées à la Cour d'appel de Paris.

## Organisation
On trouve sur le territoire :
- le Tribunal de grande instance d'Évry composé de douze chambres,
- les tribunaux d’instance d'Évry, Étampes, Longjumeau, Palaiseau et Juvisy-sur-Orge,
- le tribunal de commerce d'Évry,
- les conseils de prud’hommes d'Évry, et de Longjumeau.

Les affaires relevant du droit administratif sont quant à elles évoquées devant le Tribunal administratif de Versailles.
Des Maisons de Justice sont implantées à Athis-Mons (MJD des Portes de l'Essonne), Les Ulis, Villemoisson-sur-Orge (MJD du Val d'Orge).
Il existe plusieurs Points d'Accès au Droit (PAD)dans le département :
- Point d'Accès au Droit d'Évry
- Point d'accès au Droit d'Etampes
- Point  d'accès au droit de la Maison d'arrêt de Fleury-Mérogis accessible aux seuls détenus
- Point d'accès au droit d'Epinay sous Sénart

. 
Vingt-six conciliateurs de justice exercent sur le département pour traiter les conflits mineurs. 251 avocats sont attachés au barreau de l'Essonne

## Pour approfondir